# Cedarville (Illinois)
Cedarville – wieś w Stanach Zjednoczonych, w stanie Illinois, w hrabstwie Stephenson.